# Whisnu Sakti Buana
Whisnu Sakti Buana (22 tháng 10 năm 1974 – 27 tháng 5 năm 2023) là một chính trị gia người Indonesia. Ông giữ chức thị trưởng Surabaya trong thời gian ngắn từ tháng 12 năm 2020 đến tháng 2 năm 2021, chủ yếu với chức vụ quyền thay thế Tri Rismaharini. Ông là phó thị trưởng Surabaya dưới sự lãnh đạo của Tri Rismaharini từ năm 2014 đến 2015 và từ năm 2016 đến năm 2020.

## Đầu đời
Whisnu sinh ngày 22 tháng 10 năm 1974 tại Surabaya. Cha của Whisnu, Soetjipto Soedjono, là chính trị gia cấp cao của Đảng Dân chủ - Đấu tranh Indonesia (PDI-P), và là phó chủ tọa của Hội nghị Hiệp thương Nhân dân. Whisnu học kỹ thuật tại Học viện Công nghệ tháng 11 Sepuluh ở Surabaya và đạt bằng cử nhân.

## Sự nghiệp
Whisnu là thành viên của hội đồng thành phố Surabaya, ông là phó chủ tọa của cơ quan lập pháp với tư cách là thành viên của PDI-P. Trong khi là phó chủ tọa vào năm 2010, ông bị chủ tọa Wisnu Wardhana mời ra khỏi phòng trong cuộc tranh cãi về loại thuế được đề xuất. Ông được chỉ định kế nhiệm Bambang Dwi Hartono giữ chức phó thị trưởng dưới quyền Tri Rismaharini (Risma) vào ngày 8 tháng 11 năm 2013, nhưng ông chỉ nhậm chức vào ngày 24 tháng 1 năm 2014. Với vai trò cấp phó của Risma, Whisnu công khai phản đối quyết định đóng cửa phố đèn đỏ Dolly của bà vào năm 2014, dẫn chứng việc phụ thuộc kinh tế của cư dân địa phương và mất việc làm ngoại trừ những lao động tình dục. Bất chấp mâu thuẫn trên, Risma vẫn chọn Whisnu là ứng cử viên liên danh và cả hai được bầu lại sau cuộc bầu cử thị trưởng năm 2015 với hơn 86% phiếu bầu. Nhiệm kỳ đầu tiên của Risma và Whisnu kết thúc vào ngày 28 tháng 9 năm 2015, và nhiệm kỳ thứ hai bắt đầu vào ngày 17 tháng 2 năm 2016.
Risma được bổ nhiệm giữ chức Bộ trưởng Bộ Xã hội vào ngày 23 tháng 12 năm 2020, Whisnu giữ quyền thị trưởng vào ngày hôm sau. Ông chính thức nhậm chức thị trưởng vào ngày 11 tháng 2 năm 2021, mặc dù nhiệm kỳ của ông chỉ kéo dài một tuần, vì kết thúc vào ngày 17 tháng 2 năm 2021. Whisnu đăng ký tranh cử với tư cách là ứng cử viên của PDI-P trong cuộc bầu cử thị trưởng năm 2020, nhưng đảng này đã ủng hộ Eri Cahyadi với ứng cử viên liên danh Armuji, và Whisnu vận động cho Cahyadi trong cuộc bầu cử.
Whisnu dự định tranh cử một ghế trong Hội đồng Đại diện Nhân dân Khu vực Đông Java trong cuộc tổng tuyển cử năm 2024.

## Qua đời
Whisnu qua đời vào ngày 27 tháng 5 năm 2023 do nhồi máu cơ tim. Ông được an táng vào ngày hôm sau tại Nghĩa trang Công cộng Keputih ở Surabaya.

## Gia đình
Whisnu kết hôn vào năm 2017 với người bạn từ thời trung học cơ sở Dini Syafariah Endah. Cả hai có bốn người con.